# ناندا پریماورا
ناندا پریماورا (ایتالیایی: Nanda Primavera؛ ‏ ۲۳ اوت ۱۸۹۸ – ۲۹ اوت ۱۹۹۵) بازیگر اهل ایتالیا بود..
از فیلم‌هایی که وی در آن نقش داشته‌است، می‌توان به پزشک بیمه سلامت، این و آن، برده نازنینم، مرد خانواده، زن کولی و شادی زندگی اشاره کرد.